# Kuchnia grecka
Kuchnia grecka (ngr. ελληνική κουζίνα) – dział sztuki kulinarnej wywodzącej się z kultury helleńskiej i charakterystycznej dla ziem Grecji i Greków. Należy do europejskich kuchni o profilu śródziemnomorskim i cechach wspólnych dla kuchni włoskiej, bałkańskiej, tureckiej, lewantyńskiej i cypryjskiej.

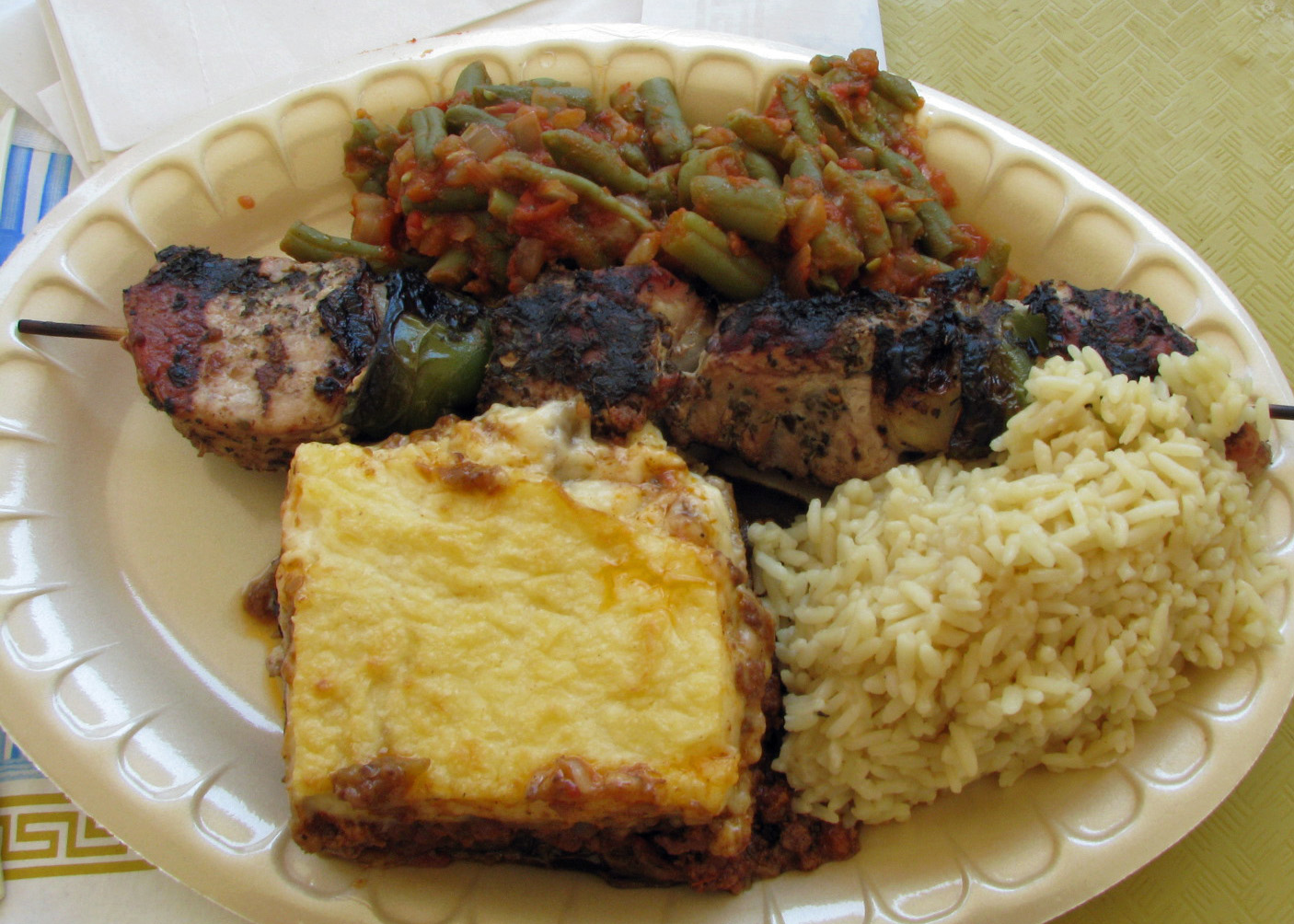
Potrawy kuchni greckiej: musaka, pilaw, suwlaki i jachní

Zazwyczaj uważana jest za zdrową i prostą, bez skomplikowanych receptur dań, ale za dość pracochłonną pod względem przygotowania posiłków utrzymanych na ogół w stylu wiejskim. Charakteryzuje się m.in. powszechnym w gastronomii tej strefy, szerokim zastosowaniem czosnku, oliwy, liści winorośli, dużej ilości warzyw (zwłaszcza pomidorów, papryki) i świeżych ziół. Przy obfitości warzyw i przypraw mięso używane jest raczej jako dodatek niż główny składnik potraw.
Wymagające osobnego omówienia greckie wina znane są i cenione od czasów starożytnych.

## Tysiącletnie tradycje

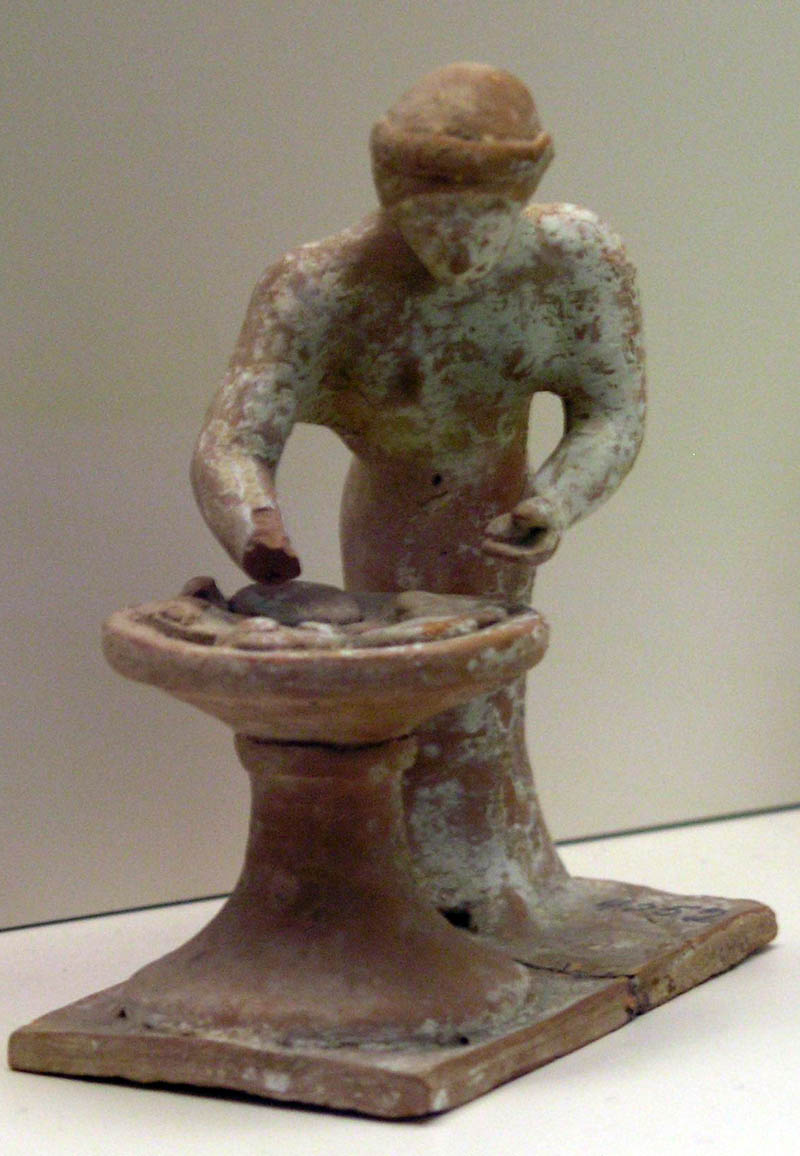
Greczynka przygotowująca wypieki (figurka terakotowa z początku V wieku p.n.e.)

Świadczy o nich nie tylko fakt, iż Grecy mieli związaną ze sztuką kulinarną odrębną boginię zwaną Adefagią, lecz również mitologiczne odbicie w biografii założyciela Teb – króla i herosa Kadmosa, który w młodości miał się poświęcać tej sztuce w ojczystym Sydonie. W historycznych źródłach potwierdzają je także pisane świadectwa mówiące o tym, iż twórcą najwcześniejszego znanego utworu dotyczącego gastronomii – niezachowanego dydaktycznego poematu Hedypatia (O zmysłach), był w połowie IV wieku p.n.e. dworski poeta i smakosz Archestratos z Geli. Wiadomo także, iż wystawne uczty u Rzymian, jak np. u historycznego Lukullusa czy powieściowego Trymalchiona, były dziełem greckich kuchmistrzów. Obfite źródło ówczesnej wiedzy o kulinariach stanowi późniejszy dialogowy traktat Atenajosa Deipnosphistai (Uczta mędrców, II/III w. n.e.), gdzie wśród siedmiu sławnych kuchmistrzów epoki wymieniano m.in. Aftonitesa – wynalazcę kiełbas czy Agisa z Rodos, mistrza od przyprawianych potraw rybnych.
Zasadniczą podstawę najdawniejszej kuchni starożytnych Greków stanowiły nieliczne rodzime surowce: oliwa, pszenica, warzywa strączkowe i wino. Pożywieniem uboższych były zbożowe placki i mączne zupy (polewki), uzupełniane w jadłospisie przez warzywa (głównie bób) i sery. Na stołach zamożniejszych pojawiało się mięso rzeźnych zwierząt hodowlanych (bydło rogate, świnie, owce i barany, kozy) oraz łowna dziczyzna (dziki, jelenie, dzikie kozy, lecz także zające); rzadsze poza strefą wyspiarsko-przybrzeżną ryby ogólnie uważane były za pożywienie biedoty.
W czasach późniejszych codzienne jadło Greków charakteryzowały liczne potrawy mączne i wiele jarzyn (fasola, soczewica i bób) oraz warzywa (sałata, czosnek, cebula). Z mięs, oprócz dziczyzny (dziki, jelenie) i drobiu hodowlanego (głównie gęsi), wykorzystywano suszone ryby; uprawiany jęczmień i pszenica dawały chleb w postaci placków. Wcześnie też nauczono się wykorzystywać bogactwo ziół oraz rozmaitość owoców (przede wszystkim figi, jabłka, pigwy).
Dalszy rozwój kuchni greckiej związany był z bezpośrednim oddziaływaniem różnorodnych wpływów basenu wschodniego Śródziemnomorza, zwłaszcza z istotnym, wielowiekowym wpływem Cesarstwa Bizantyńskiego. Kuchnia bizantyjska, choć zasadniczo podobna do klasycznej, obejmowała już nowe składniki, wcześniej niedostępne, takie jak ikra z ryb czy gałka muszkatołowa, gdy w sztuce kulinarnej wykorzystywano uprzywilejowaną pozycję Konstantynopola w ówczesnym handlu przyprawami. Wiele jeszcze późniejszych potraw i dań pochodzi z kuchni osmańskiej i zdradza rodowód arabski, perski bądź turecki, m.in. musaka czy tzatziki. Również podobieństwo sposobu przyrządzania wielu potraw wynika z historycznych kontaktów oraz wpływów kuchni nie tylko tureckiej, ale i armeńskiej czy sąsiadujących krajów bałkańskich.

## Podstawowe składniki dań
Mięso w większych ilościach spożywane jest tylko przy specjalnych okazjach, zwykle jest traktowane bardziej jako dodatek smakowy i łączone z warzywami albo makaronem. Podobnie jak w innych kuchniach bałkańskich i w tureckiej, do mięs charakterystycznych należy baranina (arnisio) i jagnięcina, a także mięso koźlęce. Bardzo liczne są dania z cielęciny i wieprzowiny, o wiele rzadsze z wołowiny, w ostatnim pięćdziesięcioleciu rozpowszechniły się drobiowe (głównie kurczak; kura, indyk), rzadsze są potrawy z królika (kuneli) i zająca (lagòs). Najczęściej przyrządzane jako pieczone i prażone (z rusztu) albo duszone i smażone w oliwie. Z podrobów do przyrządzania potraw często wykorzystuje się nerki, wątrobę, ozór i móżdżek, a nawet przeponę.

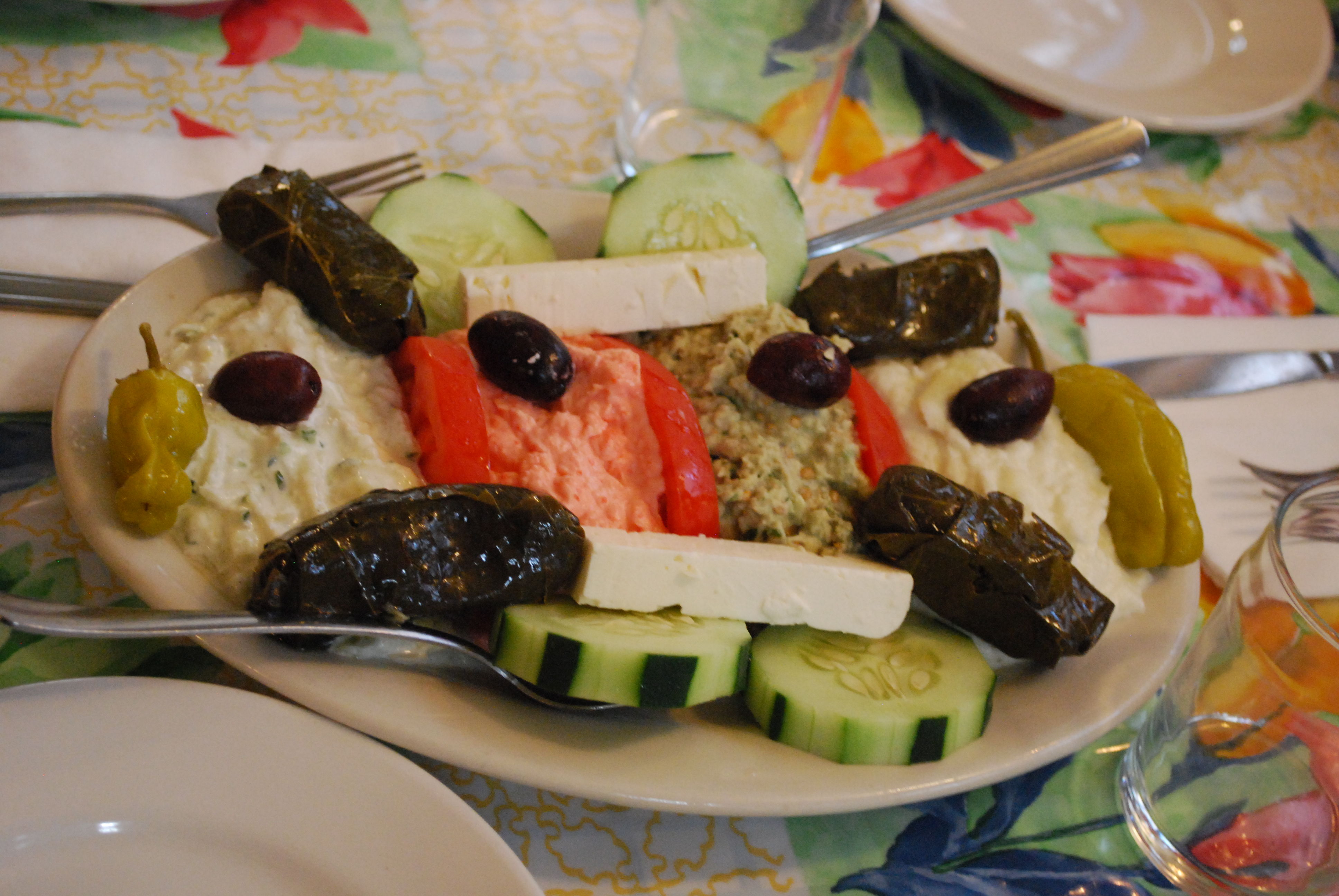
Typowa przekąska kuchni greckiej

Typowe znamię kuchni greckiej stanowią oliwki (elies), zarówno w postaci jadalnej, jak i szeroko stosowanej oliwy wykorzystywanej niemal w każdym daniu (oprócz niej używa się też dużo masła). Chrupiący chleb maczany w oliwie stanowi popularną przekąskę. Najpopularniejsze wśród gatunków oliwek wyłącznie konsumpcyjnych to podłużne Kalamon (Kalamatiani, Korakolia) i duże, krągłe Amfisis – dodawane do potraw duszonych, sałatek lub osobno spożywane jako przystawka. W jadłospisie Greków stosunkowo liczne są różnorodne przekąski (orektiká), bardzo często w postaci mieszanej (diáfora orektiká), do których należy m.in. chorta, sałatka choriatiki, „postna” pasta rybna taramosalata czy miks z marynowanymi sardelami.

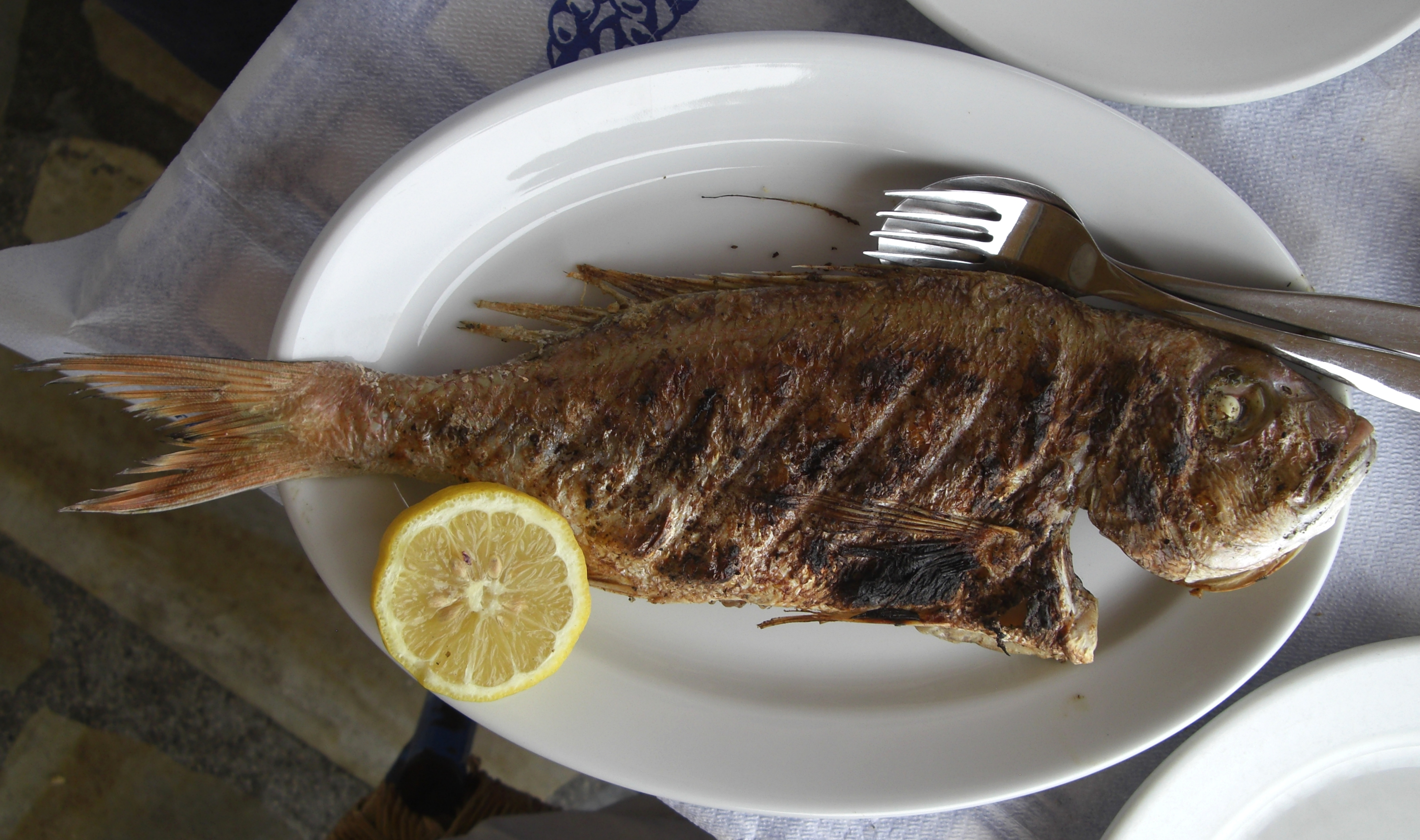
Smażone danie rybne z gowika

Spośród obfitości ryb (psaria) najczęściej spożywa się tuńczyka, barwenę (barbuni), okonia, miecznika (ksifías), sardynki, a z owoców morza (thalasina): krewetki (garides), ośmiornice (chtapodi) i małże (midia), także langusty, homary, kraby, kalmary, mątwy i ostrygi. W tawernach i w handlu na targowiskach można dla kuchni domowej dostać takie ryby jak: dorsz, flądra, chelon (lawraki), gowik (fangrí), granik (sfirida), kielec (sinagrida), makrela, ostrosz (drákena), pstrąg, sandacz, skorpena, sola (glossa). Przyrządza się je na wiele sposobów: z rusztu, przyprawiane czosnkiem i sokiem z cytryny, pieczone z jogurtem i ziołami, gotowane w gęstym sosie pomidorowym lub jako dodatki do zup. Daniem szczególnym jest jeżowiec z sokiem cytryny i oliwą (achiní) czy marídes – sardele (gawros) lub inne drobne rybki podawane w oliwie bądź w niej smażone, a spośród zup – kakawiá, gotowana z mieszaniny kawałków różnych ryb i owoców morza. Natomiast potrawa określana w Polsce jako „ryba po grecku”, w Grecji nie jest znana.
Do najpopularniejszych przypraw należy powszechnie dostępne (jako chwast) oregano, pietruszka, koperek, mięta, czarny pieprz, sól morska, cynamon, rodzynki i wanilia. Stosowane są poza tym liście laurowe, bazylia, estragon, tymianek, rozmaryn, szafran, kminek, imbir, kolendra i gałka muszkatołowa; oprócz kapar także nasiona („orzeszki”) pinii i owoce (jagody) jałowca. Mielone goździki, siekane migdały i orzechy, wanilię, sok z cytryny i skórkę cytrynową lub pomarańczową również często się wykorzystuje do przyprawiania potraw, zwłaszcza deserów i słodyczy (gliká).
Najczęściej używane w potrawach warzywa (chortariká) to: pomidory, czosnek, cebula, ogórek, szpinak, karczochy, koper włoski (fenkuł), sałata, kapusta, cukinia, bakłażan i papryka; rzadziej używana jest marchew, por, seler, kalafior, cykoria czy rukola, szarłat i okra (bamies). Grecy przyrządzają warzywa na wiele sposobów: opiekają na węglach i na patelni, smażą, duszą w sosie, rzadko są tylko gotowane w wodzie albo na parze.

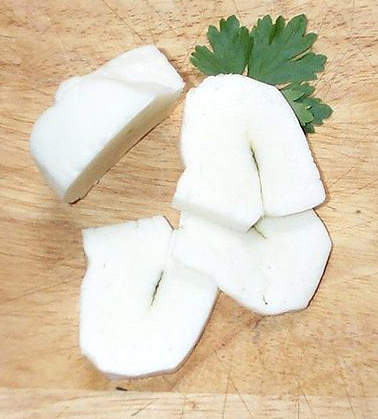
Skibki sera chalumi

Produktem nabiałowym najbardziej charakterystycznym jest tradycyjny bałkański ser o nazwie feta (dosłownie „plaster”), wytwarzany z mieszanki mleka owczego z kozim lub z samego mleka owczego. Jako ser miękki, kruchy, topliwy w wysokiej temperaturze, jest składnikiem tak wielu potraw, że współczesna kuchnia grecka nie mogłaby się bez niego obejść. Innym oryginalnym produktem jest tulumotiri – ser kozi w podłużnej osłonce (kiszce). Poza tym różnorodne zastosowanie (także jako składnik potraw) mają sery: bezsolny, twarogowy owczy mizithra, owczy półmiękki i tłusty manuri, twardy żółty kefalotiri, łagodny grawiera (kefalograwiera). Używa się też półtwardego niedojrzałego cypryjskiego sera chalumi; częstym dodatkiem bywa włoski parmezan (parmezána), niekiedy mozzarella albo pecorino.
Do składników kulinarnych trzeba zaliczyć też zboża, wśród których pierwsze miejsce zajmuje pszenica wykorzystywana do chleba pita i pełnoziarnistego chleba wiejskiego. Ważnym zbożem jest także ryż stosowany w pilawach, jako dodatek do mięs oraz w charakterystycznych dolmades (zawijany w liście winogron).

## Niektóre specjalności wyspiarskie

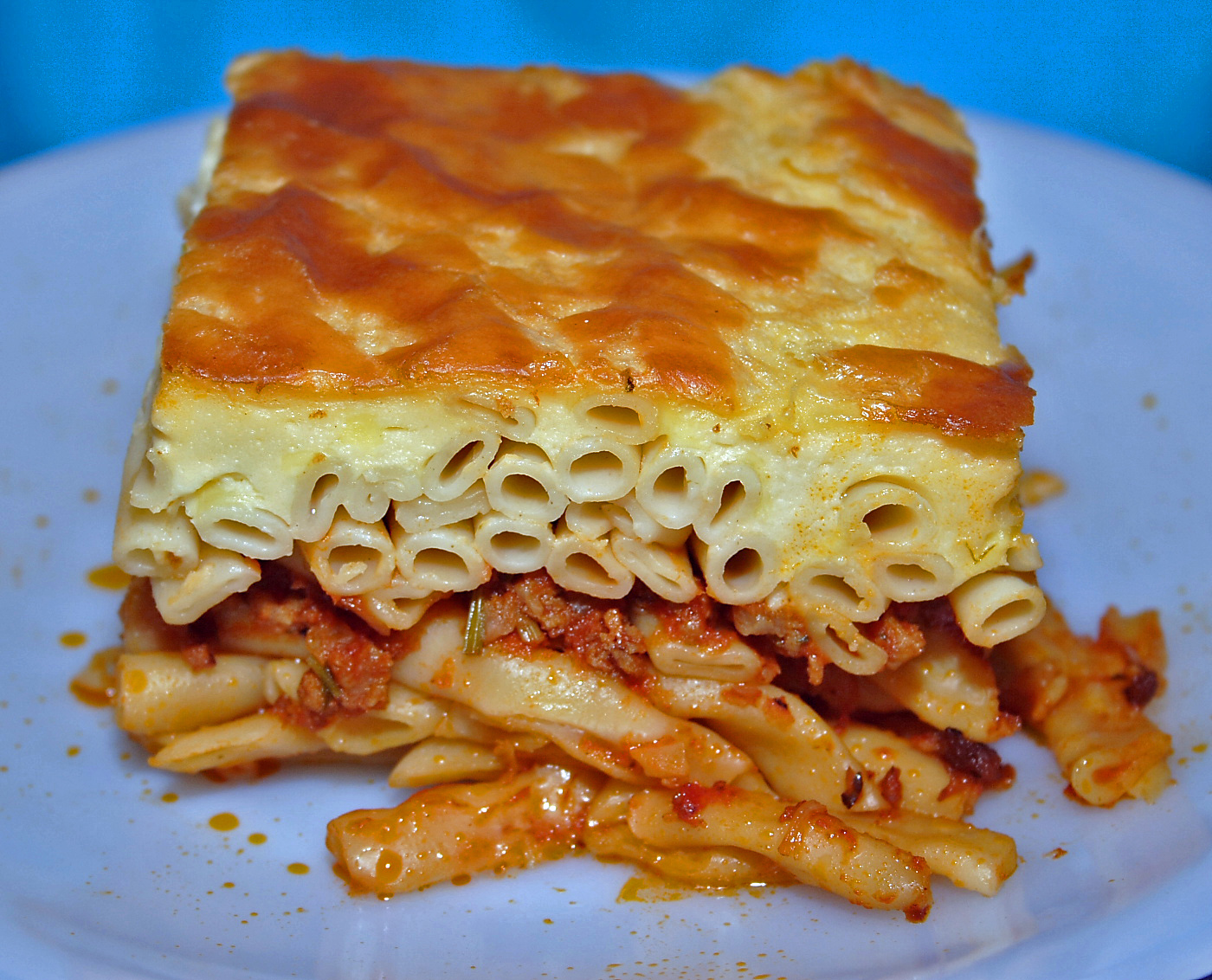
Zapiekanka pastitsio

- Mykonos – suszona wieprzowina (lúses) oraz zapiekanka z cebuli i sera (kremythòpita)
- Sifnos – ciasto miodowe (melòpita) oraz ciecierzyca z przyprawami (sifniòtika revíthia)
- Siros – zapiekanka z cukinii z serem feta w cieście (kolokythòpita)
- Spetses – ryba (kielec) zapiekana z pomidorami, cebulą i oliwą (sinagrida spetsiota)
- Kos – tarta cytrynowa oraz różne gatunki sałaty
- Chios – mastykowiec
- Hydra – „dary Morza Egejskiego” (ślimaki i owoce morza gotowane z ryżem)
- Kreta – ser grawiera, karczochy, warzywna zupa rybna (psaròsoupa me chorta kritikí), grzanki jęczmienne (kritikòs dakos), ciasteczka serowe (sarikopites kritikés)
- Lesbos – ser ladotiri konserwowany w oliwie, orzechowo-miodowy kołacz platseda
- Paros – opiekane ślimaki
- Santoryn – małe, dość niekształtne pomidory
- Korfu – dania inspirowane kuchnią włoską: rybne (burdeto, saworo) oraz mięsne: wieprzowina núbulo, cielęcina sofrito, pastítsio (makaron zapiekany z pikantnym mięsem), figadella (prażona kiszka wątrobiana), słodycze z migdałami (mandoles, mandolato)[6].

Nietypowa dla obcych często może być temperatura dań gorących, serwowanych jako letnie, co ma uwydatniać naturalny smak potraw.

## Zupy

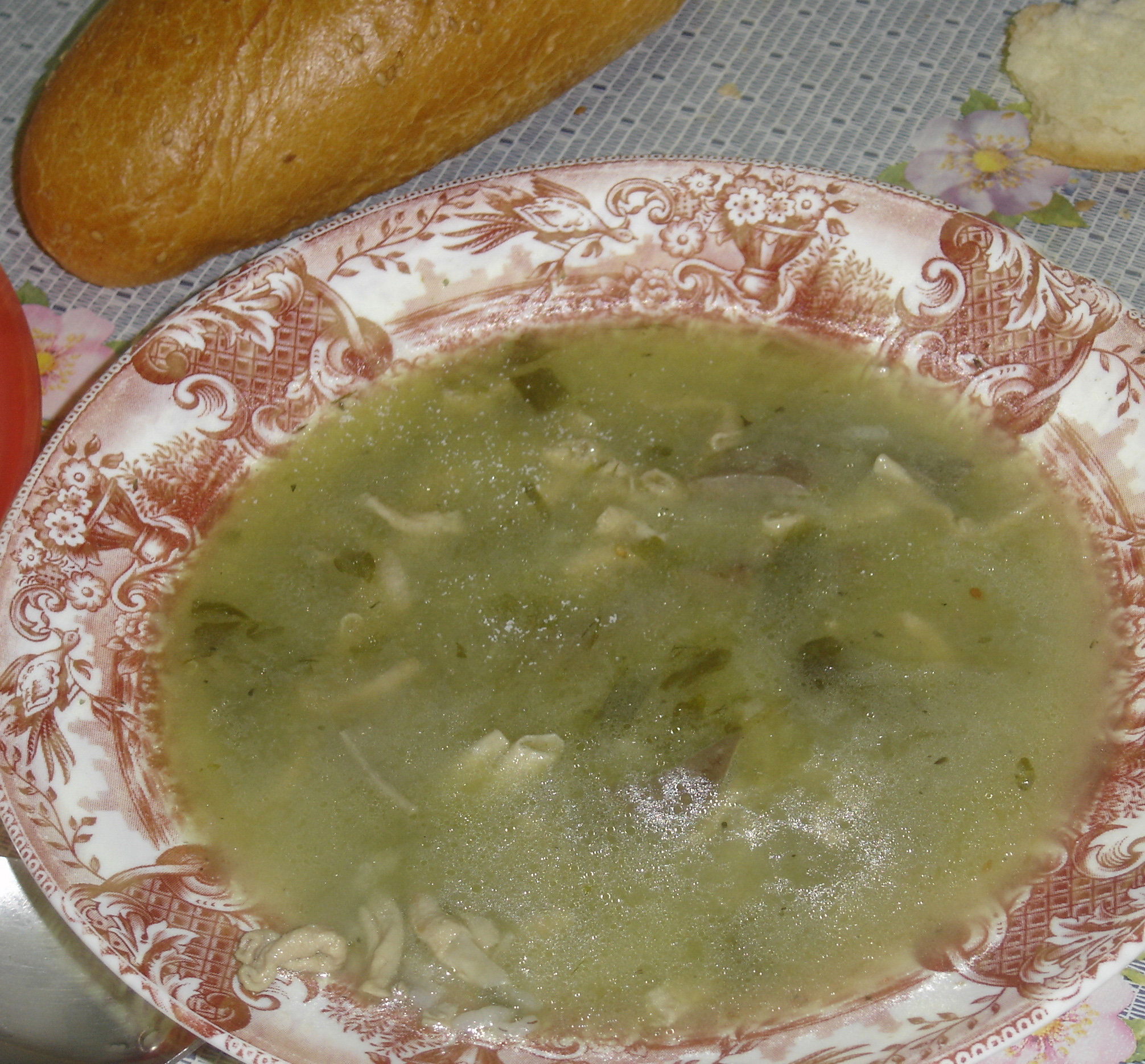
Flakowa zupa magiritsa

Kuchnia grecka nie odznacza się tak szerokim ich wyborem jak np. polska. Prawdopodobnie wpływa na to znaczna ilość potraw półpłynnych, jak również jednodaniowych (entrades) oraz przystawek, przez co zupy stanowią niekonieczną część głównego posiłku. Wyróżnia je jednak to, że są bardzo treściwe i w razie potrzeby mogą zastąpić cały obiad. Charakterystyczne są awgolémono i fasolada; poza nimi częściej jada się pomidorową (domatòssupa), jarzynową (chortòsupa), soczewicową (soupa fakés), treściwą mięsną (kreatòsupa), grzybową (manitaròsupa), rosół (wywar) z mięsa (zomòs kréatos) lub z kury (kotòsupa) albo rybny (psaròsupa). Do szczególnie oryginalnych należy podobna do flaczków, tradycyjna wielkanocna magiritsa sporządzana z jagnięcych podrobów. Obok zwykłej zupy ryżowej (supa me rizi) jest jeszcze przyrządzany na słodko ryż na mleku (rizògalo).

## Napoje

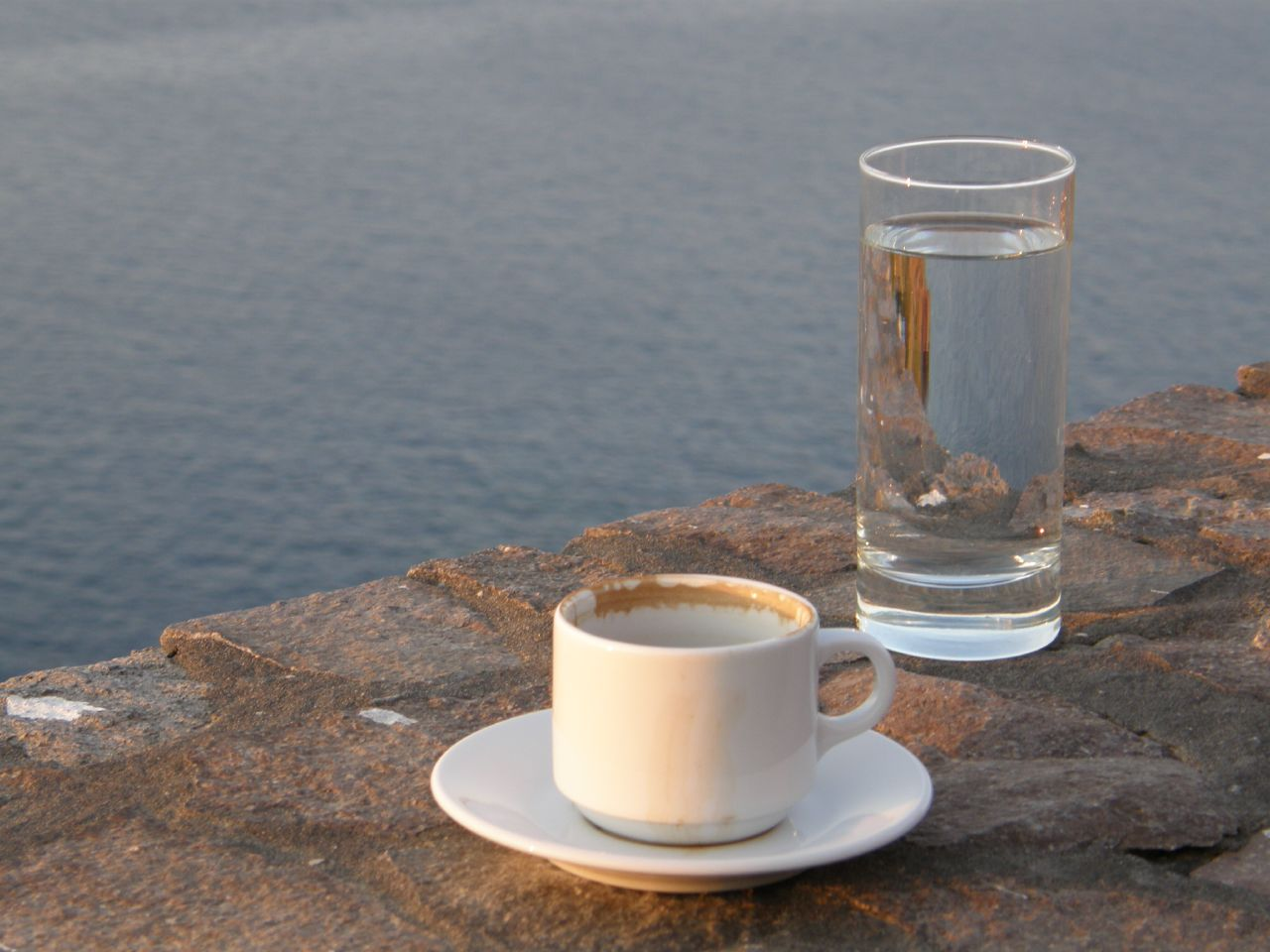
Kawa po grecku serwowana z wodą

Kawa jest najpopularniejszym napojem Greków – podawana jako kafedáki zawsze w małych filiżankach i odstawiana na kilka minut, aby opadły fusy. Zwykle uzupełniana jest szklanką wody z lodem i bakaliami (słodkie ciastko, kawałek ciasta). Podczas letnich miesięcy szczególnie popularna jest frappé – mrożona kawa z mlekiem lub cukrem albo gorzka. Wśród wielu powszechnie serwowanych wariantów mocnej kawy rozróżnia się zależnie od ilości cukru: bardzo słodką (wari glikò), średnią (metrio) lub niesłodzoną (sketto). Zamawiać też można różne inne wersje, np. lekką i mniej słodką (metrios wrastos) albo podwójną (diplò).
Najpowszechniejszy napój to szklanka świeżej wody (fresko nero), w Grecji tradycyjnie podawana każdemu gościowi; na Krecie silnie oziębiona. Jest także niezbędnym dodatkiem do deserów z ciastami i bakaliami oraz do domowych poczęstunków słodyczami. Najczęstsze napoje orzeźwiające poza wodą mineralną (metalliko nero) to lemoniada i oranżada (portokalada), i wypierana przez nie dawna orszada (sumada).

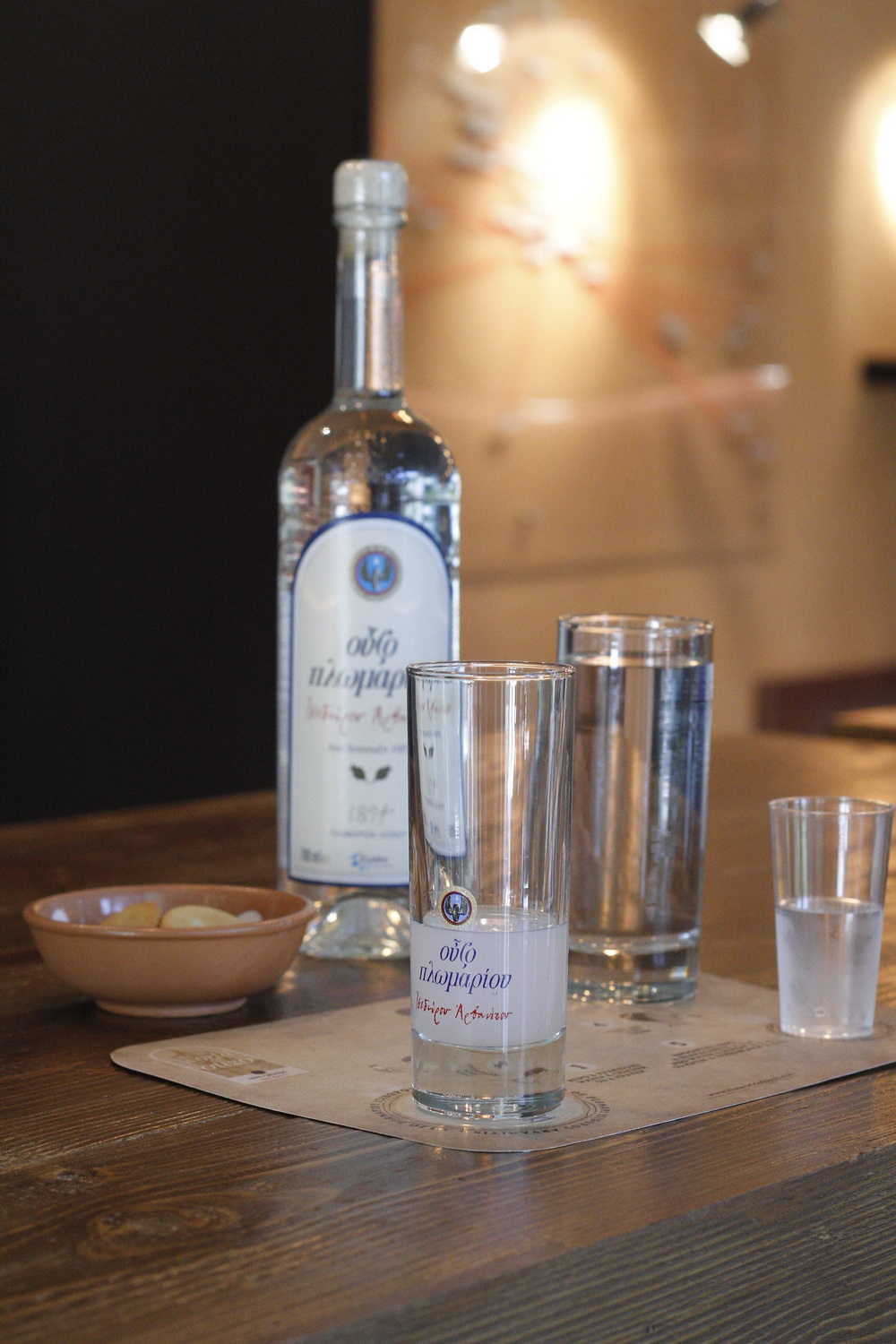
Uzo serwowane z wodą

Spośród alkoholowych najpopularniejsze są dwa tradycyjne trunki: uzo (ouzo) i retsina. Uzo jest wódką anyżową (podobną do francuskiego absyntu) i pite jest przeważnie w postaci czystej, czasem z wodą, wskutek czego ulega silnemu zmętnieniu. Grecy rzadko piją bez zakąszania, dlatego uzo zwykle podawane jest z przystawkami (uzo me meze, uzomezes): kawałkiem ryby, mięsa, sera, pieczywa. Z mocnych alkoholi pija się także powszechną na Bałkanach wódkę owocową raki z jej lokalnymi odmianami – jak tesalska winogronowa tsípuro czy kreteńska aromatyczna raki o nazwie tsikudiá. Retsina jest wytrawnym winem (12–13%) zaprawianym dodatkiem żywicy sosnowej, spotykanym w trzech odmianach (białej, różowej i czerwonej). Typowe likiery to mastyka (masticha) i miętowy (mende), poza nimi wiśniówka (liker kerasi). Jako specjalność wyspy Naksos wyróżnia się likier cytrynowy (kitron), a na Korfu – wytwarzany z kumkwatu (kumkát). Typowo greckim wyrobem alkoholowym typu koniakowego, o docenianych i znanych w świecie walorach, jest swoiście wzbogacany smakowo winiak (brandy) Metaxa.
Zakorzenione w kulturze Greków od starożytności wino (krasí) jest obowiązkowym uzupełnieniem wszelkich posiłków, jako białe (aspro krasí) i czerwone (mawro, kokkino krasí), w rozmaitych odmianach mocy i smaku. Obok najczęstszego stołowego i deserowego można się zetknąć z winem czerwonym zaprawianym ziołami (brúsko) i z tzw. wiejskim (choriátiko), wytwarzanym domowym sposobem; niekiedy spotyka się grzane wino (zestò krasí). Napojem całkiem obcym, przyjętym z tradycji europejskiej, ale bardzo lubianym i powszechnie dostępnym jest piwo (bira).

## Ciasta i desery

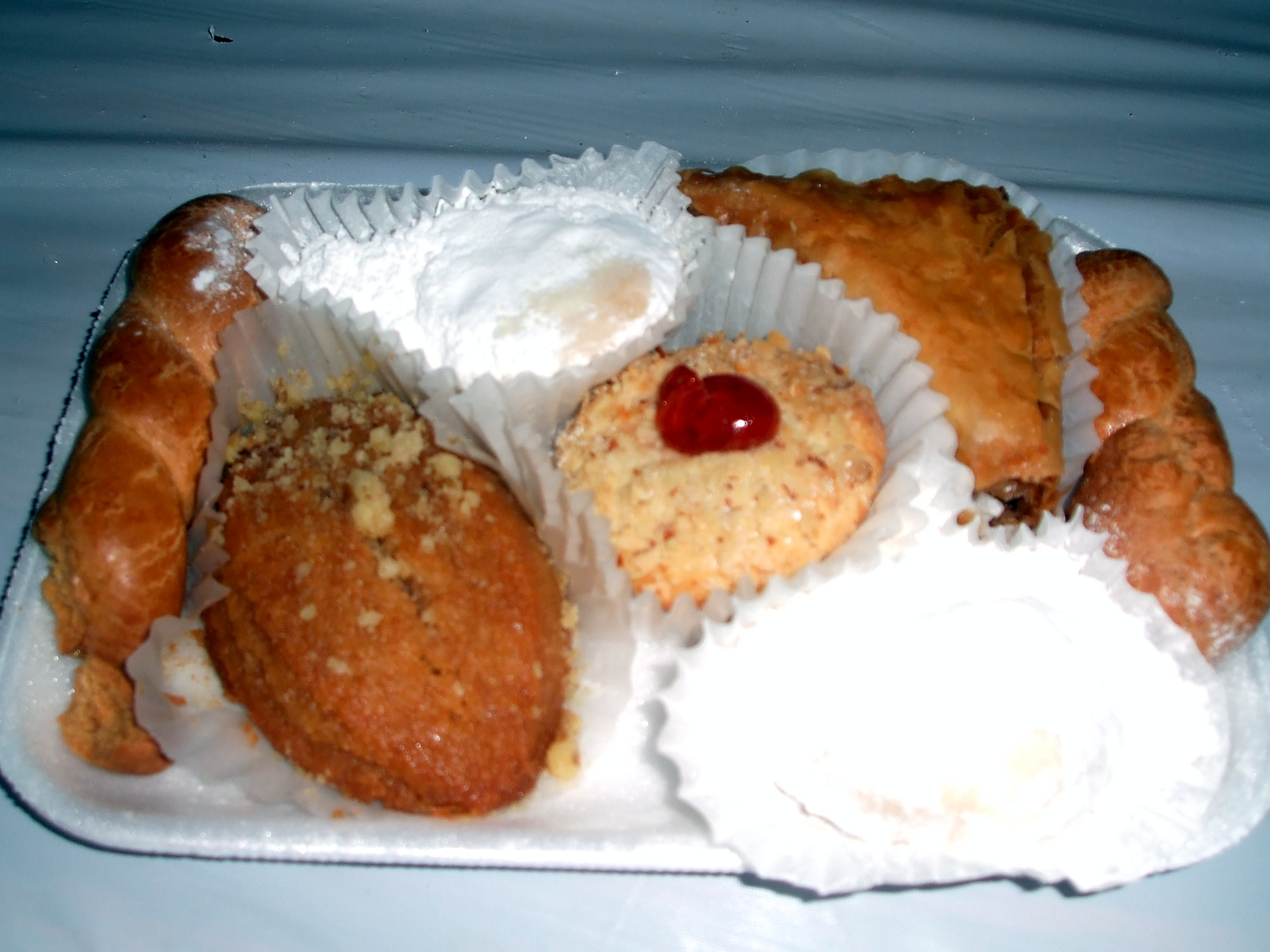
Ciasta i wypieki, m.in. kulurakia i melomakarona

Przeważnie mają pochodzenie orientalne i ich cechą typową jest przesadna słodycz. Z reguły są także przetłuszczone i trudnostrawne jako przyrządzane z obfitym użyciem masła, oliwy i oleju; oprócz stosowania w nich miodu i obsypywania cukrem pudrem, dla dodania słodyczy często też są polewane syropem. Najczęstsze dodatkowe składniki ciast i deserów to orzechy, migdały, rodzynki; aromat nadają im cynamon, wanilia, goździki, starte skórki owoców cytrusowych, woda różana.
Obce, tureckie pochodzenie mają takie wyroby jak baklawa (baklawás) chałwa (chalwás) czy nitkowate przecukrzone ciasto kataifi. Do rdzennie greckich należy mustalewriá (legumina na moszczu winnym) czy galatobúreko (ciasto z kremem śmietankowym). Z innych ciast częste są: orzechowe karydòpita oraz pastaflora i portokalòpita – kruche z dżemem i placek z pomarańczami, wśród wypieków świątecznych bardziej znane to fanuropita, wasilopita czy wielkanocne lazarakia i tsureki. Spośród deserów popularne są ciasteczka: maślane kurabiedes, kulurakia (z cynamonem), rodzaje niewielkich pączków (miodowe lukumades, orzechowe melomakárona), słodkie paluszki (peloponeskie diples, migdałowe dáktila kiriòn), migdałowy nugat mandolato.
Do słodyczy deserowych zalicza się przetwory z owocami w słodkim syropie (glyká kutaliú), jak również konfitury i dżemy, w domach czy w kafejkach podawane zwyczajowo ze szklanką wody: np. z dzikiej figi (syko), drobnych, zielonych gorzkich pomarańcz (nerantzi), czy z mastyksu na Chios.

## Specyficzne dania i określenia kulinarne

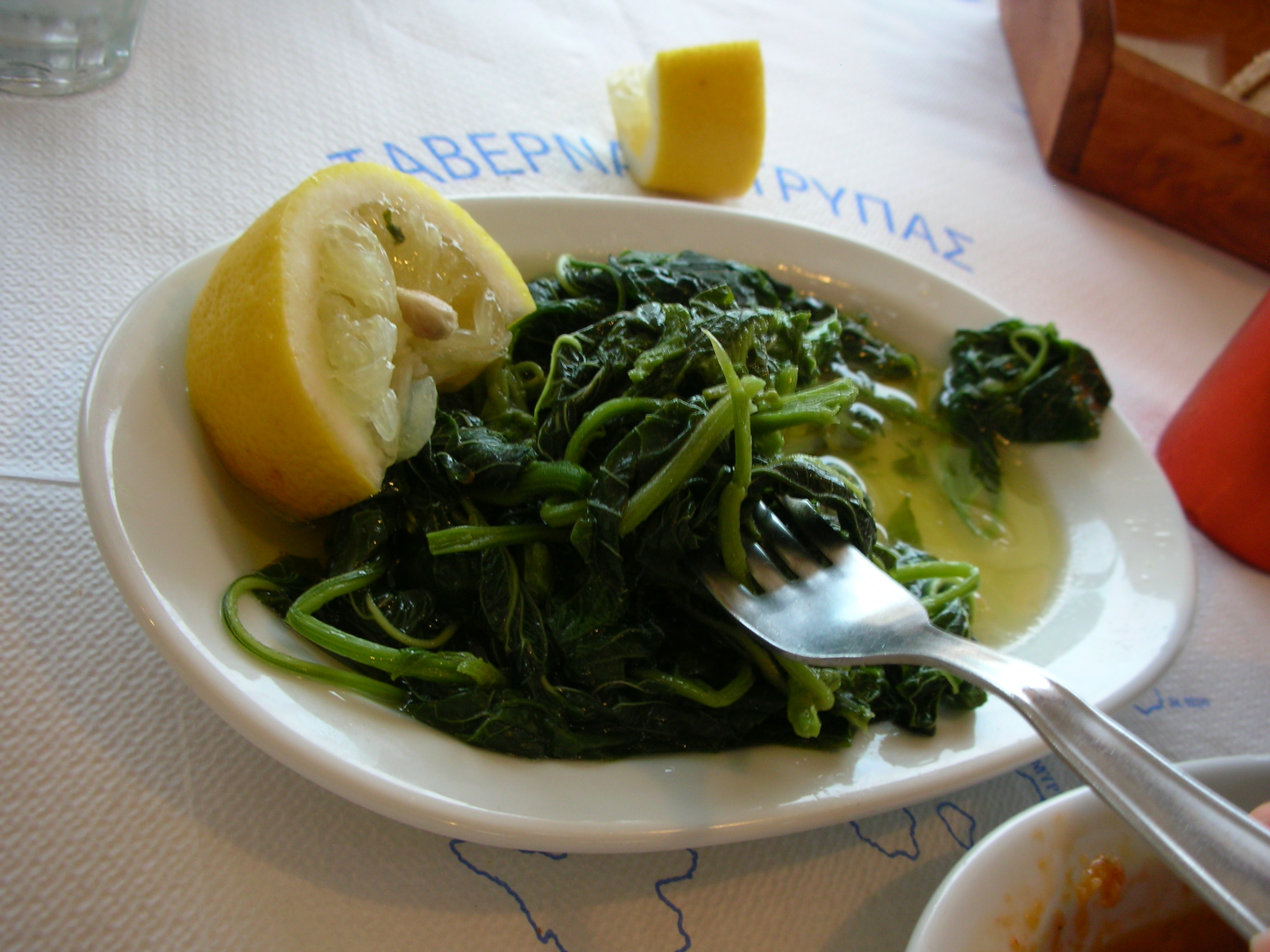
Chorta wlita

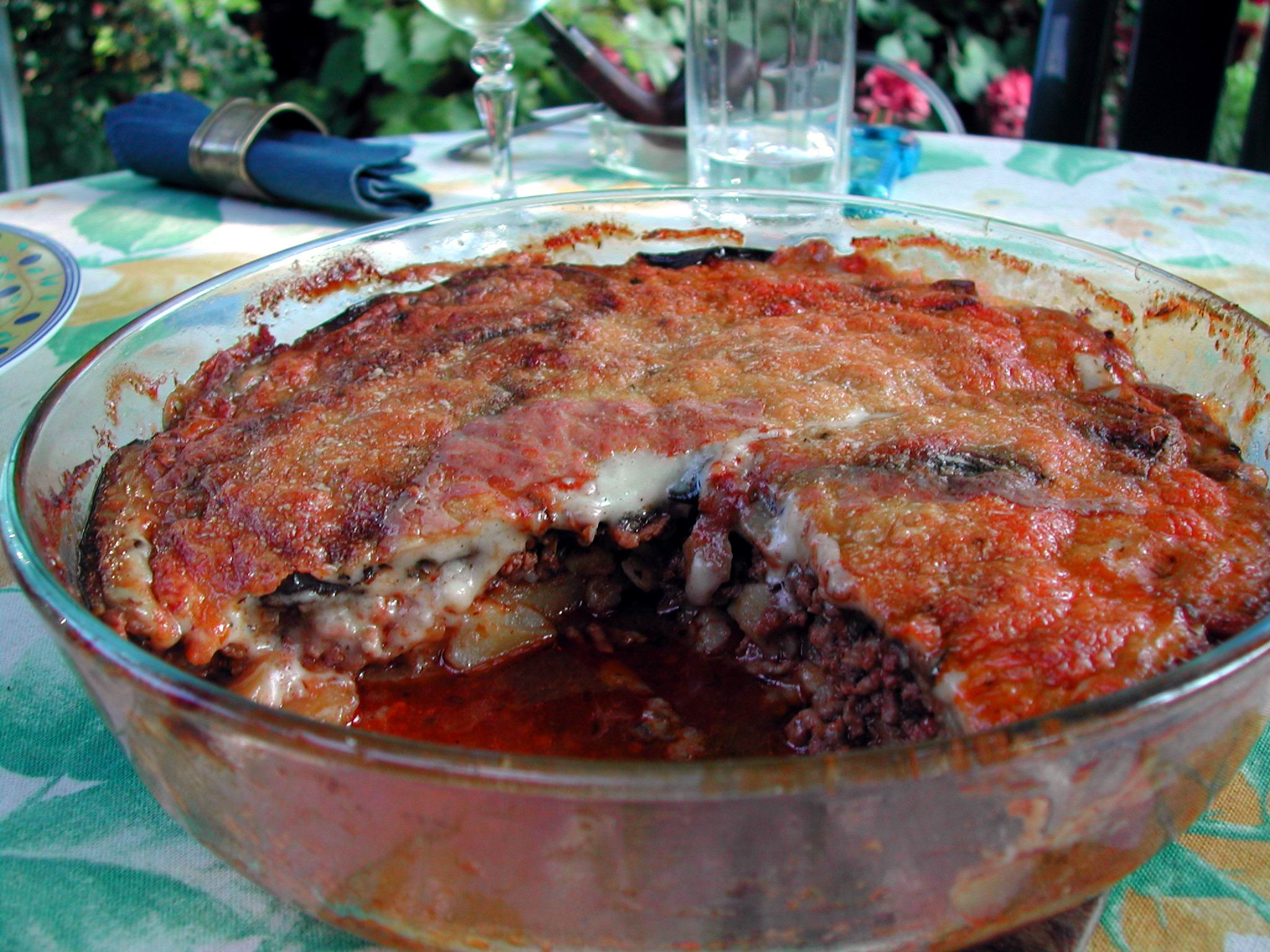
Musaka

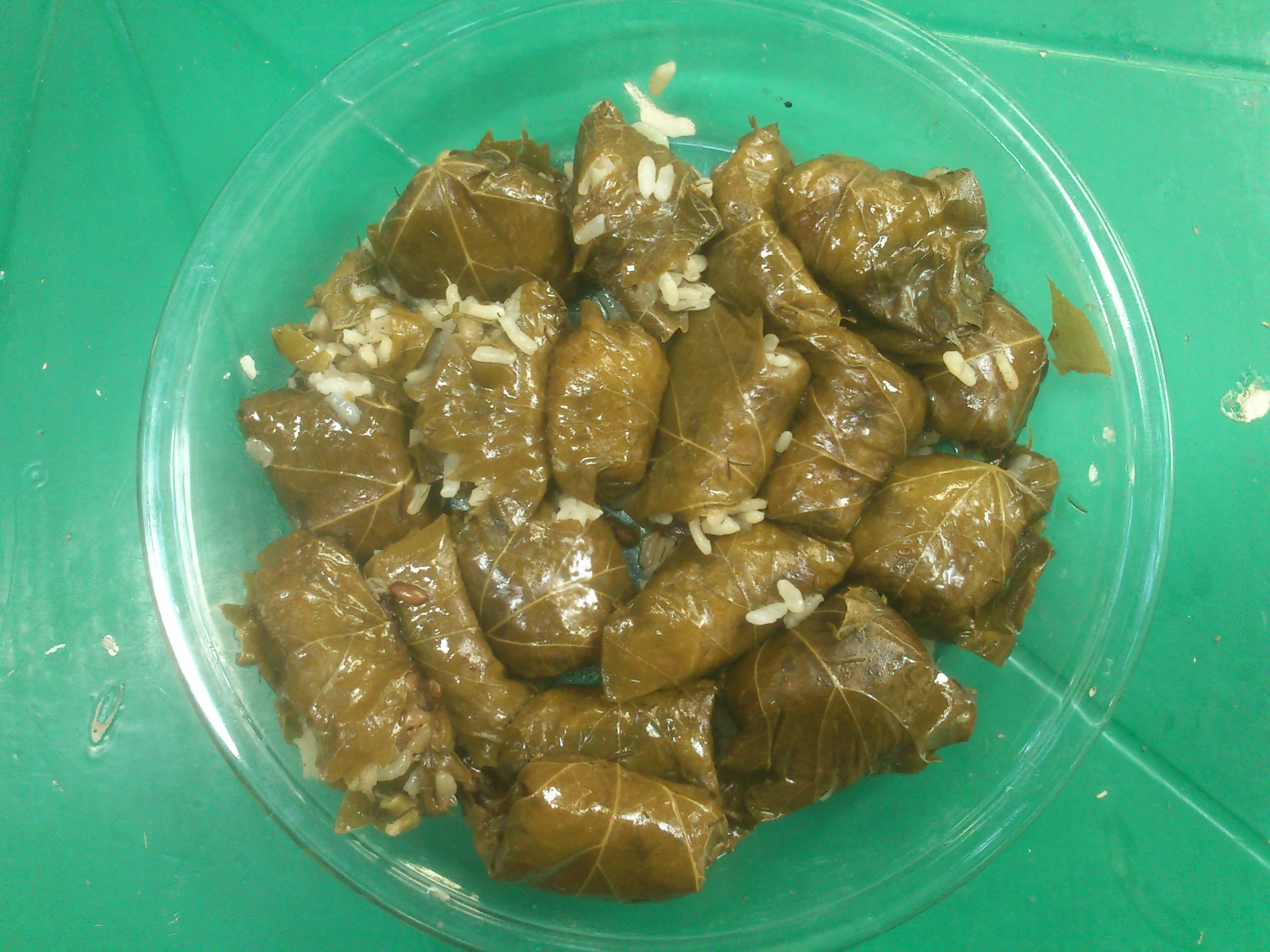
Gołąbki dolmades

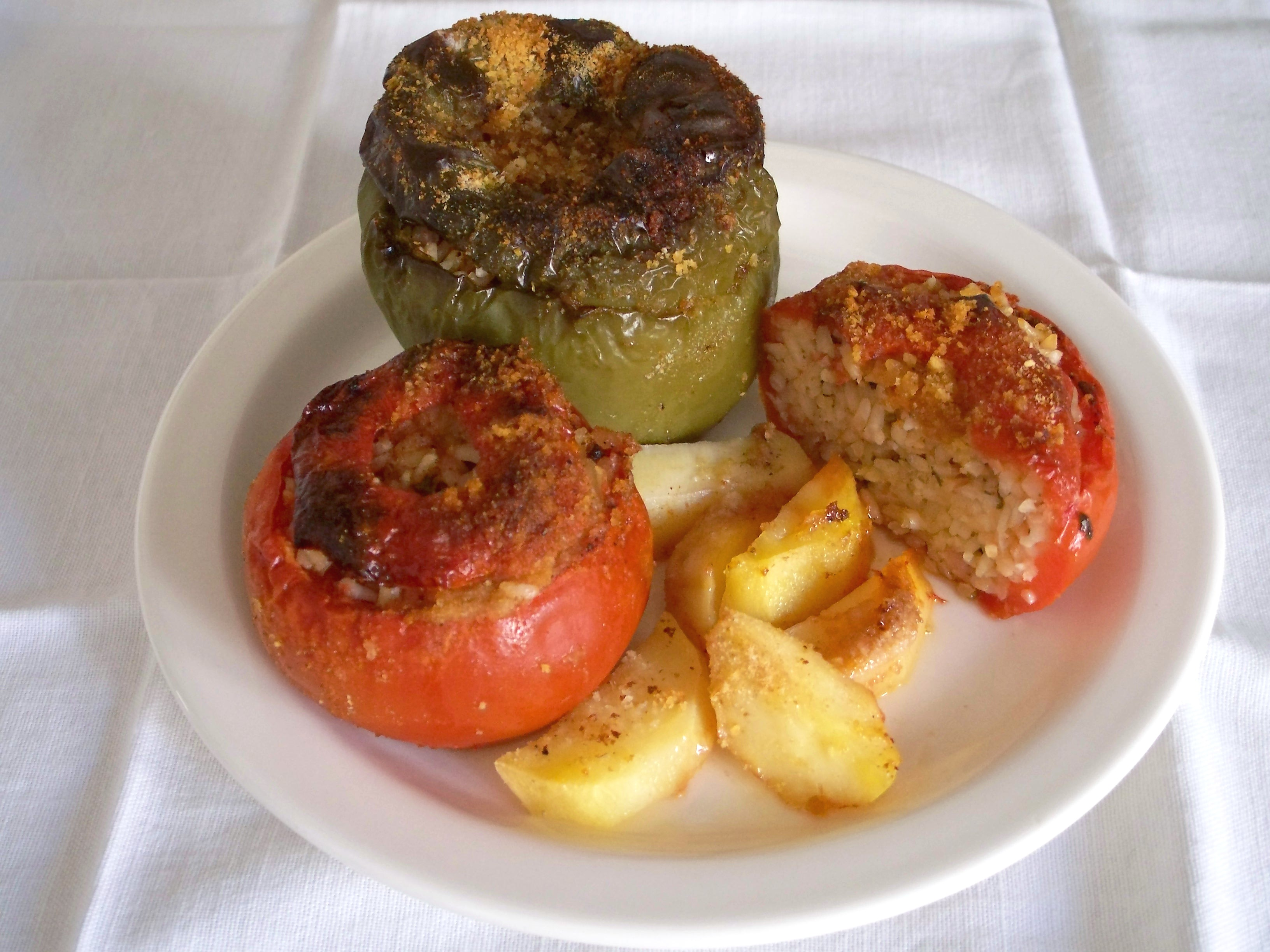
Nadziewane gemista

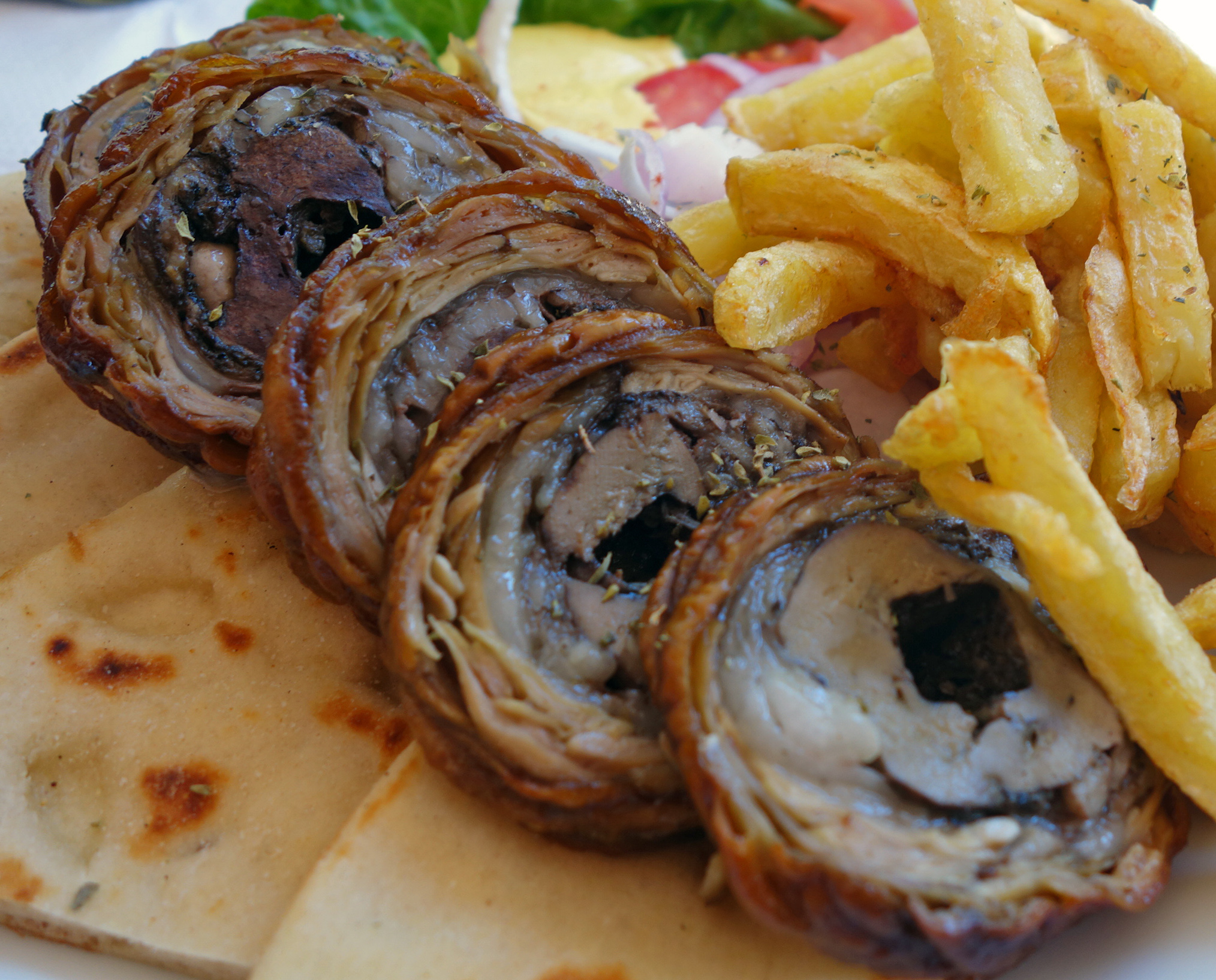
Kokoretsi

- agináres alá-políta – karczochy w sosie awgolemono
- arní gemisto – jagnięcina faszerowana wątróbką i ryżem
- arní kapama – baranina (jagnięcina) w sosie pomidorowym
- awgolémono – zupy i sosy na bazie jajek i cytryny
- atzém piláfi – ryż z sosem i kawałkami mięsa
- briam – bakłażan zapiekany z ziemniakami i warzywami (dynią, cukinią, pomidorami)
- chirinò me fasólia – wieprzowina duszona z fasolą
- choriatiki – sałatka wiejska (za granicą popularna jako „grecka”)
- chorta – zielone części różnych roślin (często dzikich), ugotowane w osolonej wodzie, podawane z oliwą i sokiem z cytryny
- dolmades (dolmas) – małe gołąbki, mielone mięso z ryżem, częściej sam ryż w oliwie z ziołami, zawinięte w liście winogron
- ellinikòs kafés – kawa po grecku (to samo co w Polsce „kawa po turecku”)
- feta – cierpki ser dojrzewający, specjalność kuchni greckiej o zastrzeżonej nazwie, chronionym składzie i procedurze produkcji
- filo – typowo greckie ciasto w cienkich płatach, z dużą zawartością oliwy, półprodukt do różnych potraw (zbliżone do ciasta francuskiego)
- galéos skordaliá – smażony rekin z kartoflami, czosnkiem, sokiem cytrynowym, oliwą
- gallopula gemisti – indyk nadziewany kasztanami i rodzynkami
- gurunòpulo súwlas – prosię pieczone na rożnie
- gyros – mięso opiekane dookoła na pionowym ruszcie (gyros – obrót, okrążenie), podawane z dodatkami na talerzu lub w placku pita
- jemista (gemista) – zapiekane z ryżowym farszem pomidory i papryka
- juwarlakia (giuwarlakia) – pulpety z mięsa mielonego w sosie awgolemono
- kebab – porcja mielonego mięsa na rożenku, zapiekana na ruszcie
- kefalaki – pieczone baranie lub kozie łby, z których konsumuje się móżdżek, język i oczy
- keftedes – zapiekane pulpeciki z mielonego mięsa
- kléftiko – pieczeń jagnięca z czosnkiem (potrawa „zbójnicka”)
- kokoretsi – części podrobów zapiekane w kiszce jagnięcej
- melidzanosalata – pasta z pieczonych bakłażanów i jogurtu
- meze – zakąska (często w lm. mezedes)
- moschari stifado – cielęcina w sosie z cebulą i czarną fasolą
- musaka (musakás) – zapiekanka z mięsa mielonego, makaronu, ziemniaków, bakłażana, sosu pomidorowego, zalana beszamelem
- pastitsio – zapiekanka z grubego makaronu, mięsa mielonego, sosu pomidorowego, zalana beszamelem (podobna do włoskiej lazanii)
- patátes fúrnu – ziemniaki zapiekane w piekarniku
- patátes tiganités – frytki
- patsa – zupa z flaków i nóżek cielęcych
- psistaria – przydomowy ruszt do pieczenia, także punkt gastronomiczny – smażalnia
- saworo – sposób przyrządzania mięs (ryb) marynowanych i gotowanych w occie
- skordalia – pasta z chleba lub ziemniaków, czosnku, oliwy i soku z cytryny
- spanakopita, tiropita – wypieki z ciasta filo z różnym nadzieniem (szpinakowym, serowym)
- spanakorizo – ryż ze szpinakiem, podawany ze świeżym sokiem z cytryny
- strapatsáda (kagianas) – jajeczno-pomidorowa zasmażanka z przyprawami (popularna wyspiarska przekąska)
- sutzukakia – mięsne zraziki gotowane w słodkim sosie winnym
- suwlaki – szaszłyk z kawałków różnych mięs zapiekanych na patyczku; gyros na wynos (lm. suwlakia)
- taramosalata – pasta z solonej rybiej ikry z dodatkami
- tiropitakia – pierożki z ciasta francuskiego nadziewane serem feta
- tzatziki – gęsty sos (dip), na bazie zagęszczonego naturalnie jogurtu; dodatek do dań z rusztu

## Gastronomia Greków

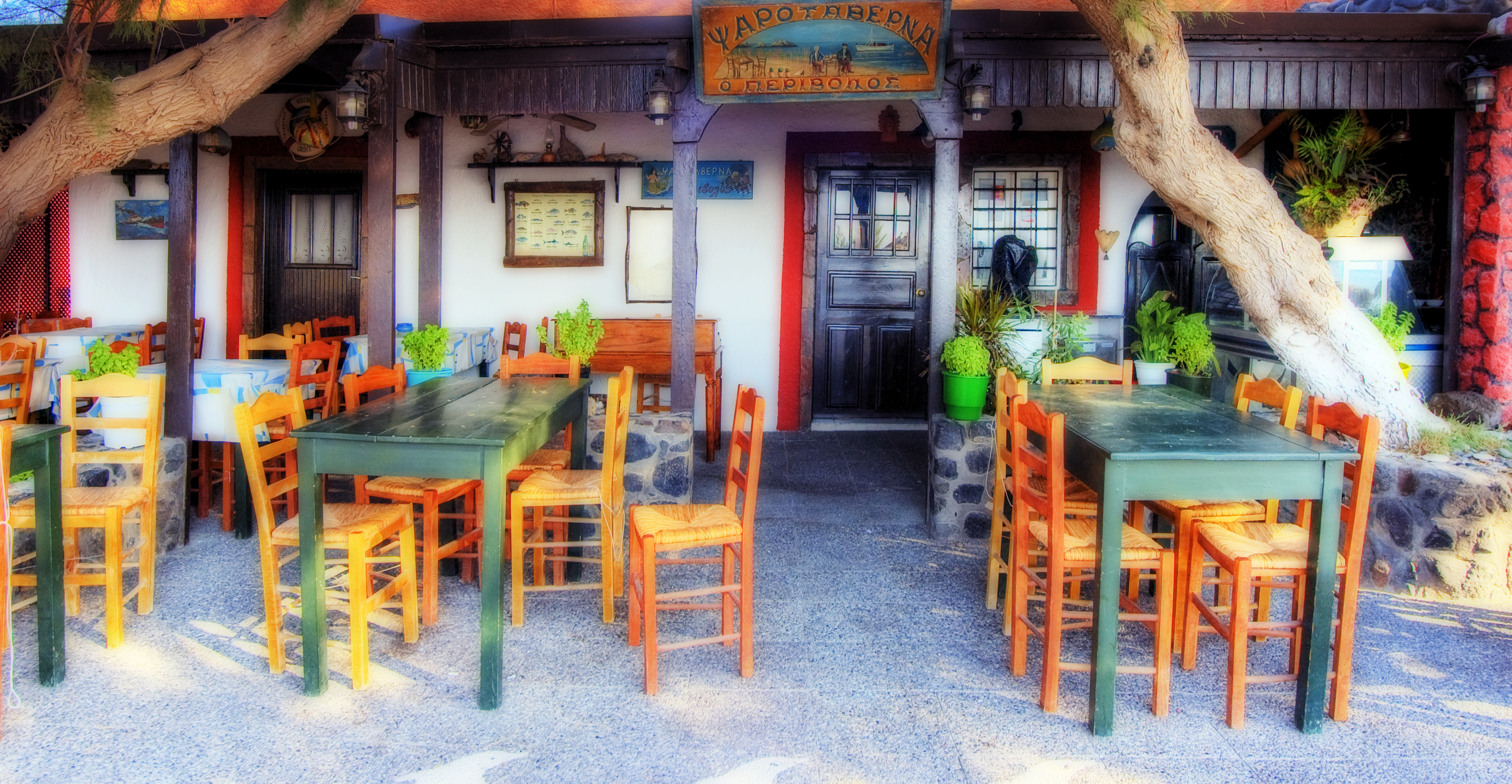
Gospoda rybacka (psarotawerna)

Korzystać z bogatej kuchni greckiej można w rozmaitych typach lokali gastronomicznych. Zazwyczaj jest to restauracja – estiatòrio albo gospoda – tawerna; dla turystów często też hotelowa jadalnia (trapezaría). W estiatorio serwuje się wszystkie rodzaje posiłków przyrządzanych w rozmaity sposób; nie podaje się w nich tylko kawy. Podobnym miejscem konsumpcji jest tawerna, dawniej mająca charakter mniej wyszukany a bardziej „ludowy” (z towarzyszącą muzyką „buzuki”), dziś często nie różniąca się wiele od estiatiorio. Ich odmianą są lokale, w których przyrządza się głównie mniej popularne i droższe dania rybne (psaròtawerna, psaròestatório), wskutek czego ich liczba stale się zmniejsza.
Najbardziej ulubione miejsce pobytu Greków to kawiarnia (kafeníon), gdzie podaje się również napoje orzeźwiające i alkoholowe wraz z piwem (ale rzadko wino), a także przekąski i proste dania, i gdzie można spędzić długi czas przy jednym skromnym zamówieniu. Kawa i napoje bezalkoholowe dostępne są także w cukierni (zácharoplastíon) wraz z wyborem ciast, deserów i słodkich wypieków. Lokale, których specjalnością jest wyszynk trunków to inomajiríon – odpowiednik winiarni (gdzie wino często serwuje się z beczki do paru prostych dań), oraz bar zwany uzería, gdzie zasadniczo podawany jest mocniejszy alkohol (uzo, raki) wraz ze zwykłymi przekąskami (meze) albo zakąskami marynowanymi (pikilía).

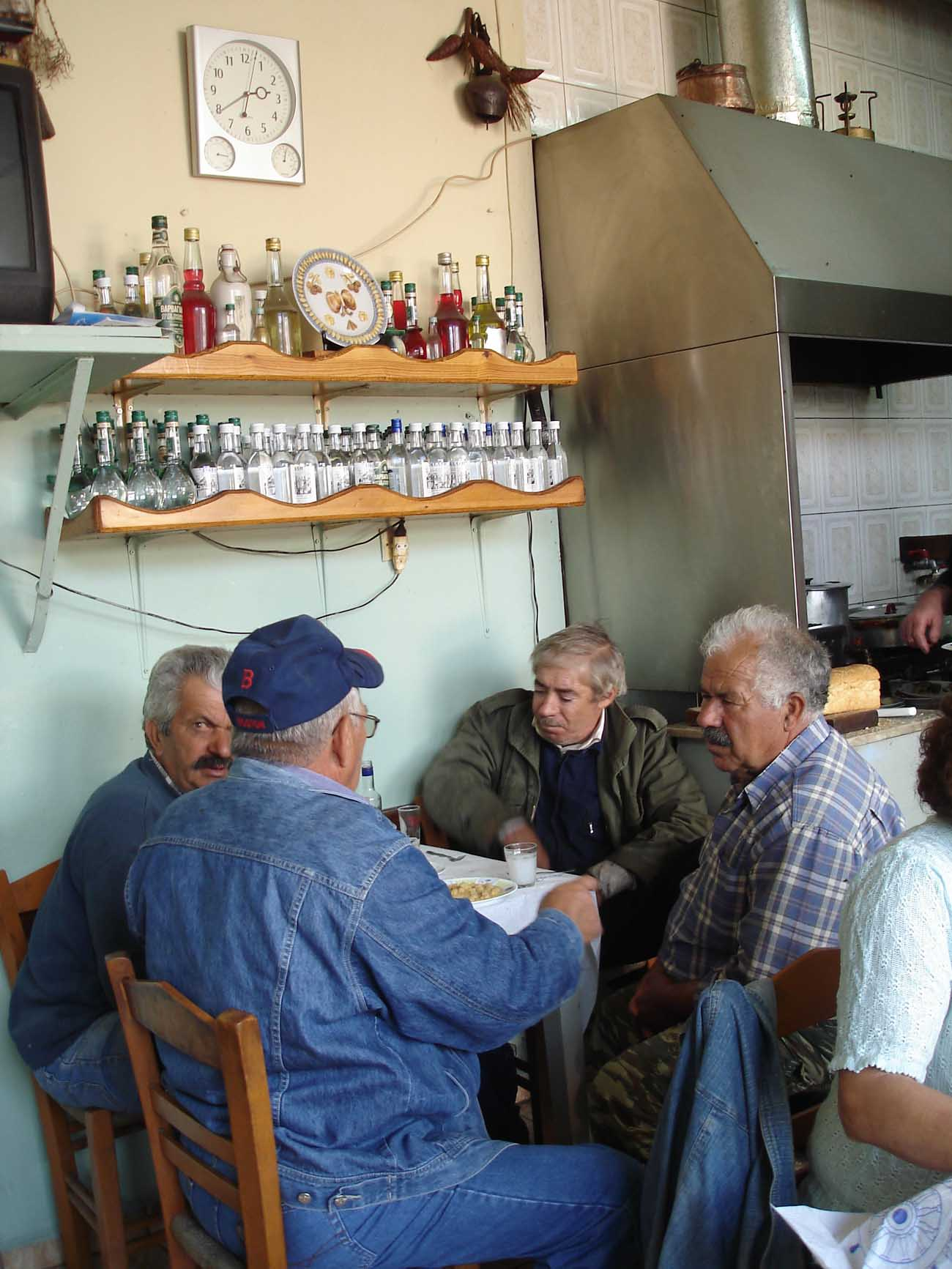
W barze alkoholowym (uzeria)

Ponadto w lokalach całkiem obcego pochodzenia (pizzería) serwowana jest pizza (na miejscu bądź na wynos), a w barach światowych sieci gastronomicznych (McDonald’s itp.) – hamburgery, frytki i inne typowe dania. Wraz z upowszechnieniem żywienia typu „fast food” od lat 70. ubiegłego wieku, w ulicznych kioskach masowo sprzedaje się gyros, suwlaki, spanakopitę (tyropitę) i prażoną kukurydzę.
Greckie śniadanie jest nader skromne (zazwyczaj stanowi je kawa z jakimś wypiekiem), co sprawia, że rano lokale gastronomiczne z reguły są puste. Wyjątek stanowi pełniejsze, przeznaczone specjalnie dla zagranicznych turystów, tzw. śniadanie kontynentalne serwowane w ośrodkach wypoczynkowych i hotelach. Obiad podawany jest na ogół w godzinach 12-15, kolacja – 20-23, jednakże latem, w sezonie turystycznym, wiele lokali czynnych nawet po północy (do ok. 2:00).
Grecy wiele czasu spędzają w tych miejscach, czemu towarzyszy nawyk żywienia się poza domem. Ich posiłki chętnie konsumowane są grupowo (paréa), przy czym panuje zwyczaj, że jedna osoba płaci rachunek za pozostałe. Na obiad podaje się zwykle jedno sycące danie główne (najczęściej mięsne), a z nim parę rodzajów sałatek z pieczywem (pita), ser, oliwki i wino. Głównym posiłkiem dnia jest kolacja złożona często z zespołu kilku-kilkunastu dań. W wielu lokalach klient może udać się do kuchni i z możliwością wyboru, sam dobiera sobie (ze wskazaniem „luki-luki”) odpowiednią potrawę. Dla obcych nietypowa może wydawać się temperatura dań gorących, serwowanych jako letnie, co ma uwydatniać naturalny smak potraw. Niezbędnymi elementami wyposażenia stołu jest koszyczek z pieczywem i karafka z wodą; sztućców do poszczególnych dań się nie zmienia.

## Literatura dodatkowa
- Roman Dawid Tauber, Olha Kovinko: Kuchnia grecka. Poznań: Wydawnictwo Naukowe Wyższej Szkoły Hotelarstwa i Gastronomii, 2013, ISBN 978-83-88537-78-3.
- Kuchnia grecka (zebr. Marta Orłowska). Kielce: O-press, 2006, ISBN 978-83-89068-55-2.
- Σοφία Σκούρα: Μεγάλη Ελληνικη Κουζίνα [Wielka kuchnia grecka]. Wyd. Φυτρακη 2008, ISBN 978-960-535-569-2.